# Џоунсборо (Арканзас)
Џоунсборо (енгл. Jonesboro) град је у САД у савезној држави Арканзас и један је од два сједишта Округа Крејгхед. Према процени из 2005. у граду је живело 59.358 становника. Џоунсборо је највећи град на североистоку Арканзаса и пети по величини у тој савезној држави.
У Џоунсбороу се налази Универзитет Арканзас и регионални је центар индустрије, агрикултуре, медицине, образовања и трговине.

## Географија
Површина Џоунсбороа је 207,2 km², од чега је 206,3 km² копна, а само 0,9km² тј. 0,45% је водених површина.

## Клима
Џоунсборо има влажну суптропску климу (Кепенова класификација климата).
| Клима Џоунсбороа           | Клима Џоунсбороа | Клима Џоунсбороа | Клима Џоунсбороа | Клима Џоунсбороа | Клима Џоунсбороа | Клима Џоунсбороа | Клима Џоунсбороа | Клима Џоунсбороа | Клима Џоунсбороа | Клима Џоунсбороа | Клима Џоунсбороа | Клима Џоунсбороа | Клима Џоунсбороа |
| Показатељ \ Месец          | .Јан.            | .Феб.            | .Мар.            | .Апр.            | .Мај.            | .Јун.            | .Јул.            | .Авг.            | .Сеп.            | .Окт.            | .Нов.            | .Дец.            | .Год.            |
| -------------------------- | ---------------- | ---------------- | ---------------- | ---------------- | ---------------- | ---------------- | ---------------- | ---------------- | ---------------- | ---------------- | ---------------- | ---------------- | ---------------- |
| Средњи максимум, °C (°F)   | 7,2 (45)         | 10,6 (51,1)      | 16,1 (61)        | 21,7 (71,1)      | 26,7 (80,1)      | 31,1 (88)        | 33,3 (91,9)      | 32,8 (91)        | 28,9 (84)        | 22,3 (72,1)      | 15,6 (60,1)      | 9,4 (48,9)       | 21,7 (71,1)      |
| Средњи минимум, °C (°F)    | −3,3 (26,1)      | −0,6 (30,9)      | 4,4 (39,9)       | 9,4 (48,9)       | 14,4 (57,9)      | 19,4 (66,9)      | 21,7 (71,1)      | 20,6 (69,1)      | 16,1 (61)        | 9,4 (48,9)       | 3,9 (39)         | −1,1 (30)        | 9,4 (48,9)       |
| Количина падавина, mm (in) | 83,6 (32,91)     | 90,4 (35,59)     | 113 (44,5)       | 126,7 (49,88)    | 125 (49,2)       | 83,6 (32,91)     | 69,3 (27,28)     | 67,8 (26,69)     | 79,2 (31,18)     | 98,8 (38,9)      | 127,5 (50,2)     | 108 (42,5)       | 1,173 (0,4618)   |
| Извор: World Weather       |                  |                  |                  |                  |                  |                  |                  |                  |                  |                  |                  |                  |                  |

## Становништво
| Група             | 2000. | 2010. |
| Белци             |       |       |
| Афроамериканци    |       |       |
| Азијати           |       |       |
| Хиспаноамериканци |       |       |
| Укупно            |       |       |

Према попису становништва из 2000.-те године у граду је било 55.515 становника, 22.219 домаћинстава и 14.353 породица. Густина насељености је била 269,1 становника./km². Било је 24.263 стамбених јединица са просечном густином од 117,6 јединица по км². Расни састав града је био 85,37% белаца, 11,27% црнаца или Афроамериканаца, 0,32% Индијанаца, 0,83% азијата, 0,03% пореклом са пацифичких острва, 1,05% других раса, и 1,13% из једне или више раса. 2,34% становника су Хиспанци.
Од 22.219 домаћинстава 30,1% је имало децу испод 18 година који су живели са њима, 48,9% су били парови супружника који живе заједно, 12,2% су имале женску главу породице без присутног супружника, док 35,4% нису биле породице. Било је 878 удоваца или удовица: 776 хетеросексуалаца, 50 гејева и 52 лезбијке. 27,5% домаћинстава су чинили појединци, а 9% је имало некога старог 65 или више година ко је живео сам. Просечна величина домаћинства је била 2,38, а просечна величина породице је била 2,93.
Становништво је било раширено по старости. 22,9% је било млађе од 18 година, 16,6% је било између 18 и 24 година, 28,1% између 25 и 44 година, 20,5% између 45 и 64 година, и 11,8% са 65 или више година. Средња старост је била 32 година. На сваких 100 жена било је 92,1 мушкараца; на сваких 100 жена старих 18 или више година, било је 88,8 мушкараца.
Средња годишња примања домаћинства у граду су била $ 32.196, док су средња годишња примања за породицу била $ 42.082. Мушкарци су имали средња примања од 21.633 америчких долара, жене 31.633 америчких долара. Примања по глави становника су била 17.844 америчких долара. Приближно 12,9% породица и 17,4% становништва је било испод границе сиромаштва, укључујући и 22,4% оних испод 18 година и 12,3% оних старих 65 и више година.
| Година | Становништво |
| ------ | ------------ |
| 1900   | 4.500        |
| 1940   | 11.700       |
| 1950   | 16.300       |
| 1960   | 21.400       |
| 1970   | 27.100       |
| 1980   | 31.500       |
| 1990   | 46.500       |
| 2000   | 55.515       |